# Quebrada La Poblada
La quebrada La Poblada es una corriente hídrica del suroriente de la ciudad de Medellín. Además es un eje estructurante dentro de la dinámica urbana del Poblado. Desemboca en la quebrada La Presidenta a 1520 m s. n. m. en el intercambio vial de la calle 10.

## Cauce y hechos históricos
Nace en el Alto La Polka, vereda El Plan, corregimiento Santa Elena, tiene una red de drenaje donde sus afluentes corren de manera subparalela a ella y desembocan en su mayoría por la margen derecha en la parte media de la cuenca.
Atraviesa unidades residenciales, donde se estrangula su cauce por mallas y desechos de jardinería; además de estructuras hidráulicas y de contención.
Su parte baja fue absolutamente modificada, ya que hasta hace unos 40 años, era afluente directo del río Medellín; sin embargo, se realizó un trasvase completo de la quebrada La Presidenta; y esta ahora ocupa su cauce antiguo. Generando que la poblada sea ahora un afluente indirecto del Medellín.

### Afluentes
A la quebrada la Poblada desaguan las quebradas La Yerbabuena (Principal afluente), La Loma, La Concha, entre otras.